# Agnello Participazio
Agnello Participazio (Angelo Particiaco, Latin: Agnellus Particiacus) var den 10. doge i Venedig fra 811 til 827. Han blev født i en rig købmandsfamilie i Heraclea og var en af de første, som bosatte sig på øen Rialto, hvis civitas Rivoalti under ham blev til civitas Venetiarum. 
I 810 tilkaldte de regerende doger Obelerio, Beato og Valentino kongen af Italien Pippin for at afstive deres vaklende styre. Det var Agnello som ledede forsvaret af byen under Pippins efterfølgende belejring. Efter at Pippin var flygtet og dogerne sendt i eksil, blev Agnello valgt til doge. Hans hus på Rialto – Campiello della Cason – blev det første dogepalads i Venedigs histore, og han begyndte snart at udvide det i sten. Hans regeringstid begyndte på et heldigt tidspunkt. Ved Pax Nicephori blev Veneto fastholdt i det byzantinske kejserrige og Karl den Store gav afkald på det, men det blev bekræftet, at området i praksis var uafhængigt. Agnello begyndte at udmønte de første venetianske mønter. 
Agnellos regeringsperiode er også kendt for fødslen af det moderne Venedig: en by med kanaler, broer med centrum på Rialto. Agnello drejede opmærksomheden mod landindvinding og landbefæstning. Han nedsatte en bygningskommission på tre mand, som skulle føre tilsyn med arbejdet. Nicolò Ardisonio havde ansvar for at befæste kysterne – lidi – mod havet. Lorenzo Alimpato gravede kanaler og forstærkede øerne, så de blev forberedt til byggeri. Endelig blev byggeriet af nye og bedre bygninger overdraget til Pietro Tradonico, en nær slægtning af Agnello. Torcello, Burano, Heraclea og Rialto blev alle genopbygget. Broer blev bygget, endda over Brenta og Canal Grande blev skabt. Men på dette tidspunkt var de få stembygninger fæstninger eller kirker. 
Agnellos senere år blev plaget af familieskænderier. Hans ældste søn, Giustiniano, var bortrejst til Konstantinopel og derfor blev en yngre søn, Giovanni udpeget til med-doge. Da Giustiniano vendte tilbage, blev han rasende. Agnello udpegede sin tredje søn, Agnello, til med-doge og begyndte at gå imod Giustiniano, og belejrede ham endda i San Severo. Til sidst blev den pro-frankiske Giovanni tvunget i eksil i Zadar. Agnello blev efterfulgt af sin ældste søn Giustiniano. 